# Cryptolasma
Genre
Cryptolasma est un genre d'opilions dyspnois de la famille des Nemastomatidae.

## Distribution
Les espèces de ce genre sont endémiques du Mexique.

## Liste des espèces
Selon World Catalogue of Opiliones (24/04/2021) :
- Cryptolasma aberrante Cruz-López, Cruz-Bonilla & Francke, 2018
- Cryptolasma citlaltepetl Cruz-López, Cruz-Bonilla & Francke, 2018

## Publication originale
- Cruz-López, Cruz-Bonilla & Francke, 2018 : « Molecules and morphology reveal a new aberrant harvestman genus of Ortholasmatinae (Opiliones, Dypsnoi, Nemastomatidae) from Mexico. » Systematics and Biodiversity, vol. 16, p. 714–729.